# John Parrott
John Parrott (Liverpool, 11 mei 1964) is een Engels voormalig professioneel snookerspeler en huidig televisiecommentator. Hij werd wereldkampioen bij de amateurs in 1983 en niet lang daarna werd hij professioneel speler.
In de jaren 80 won hij één rankingtoernooi, maar zijn hoogtepunt kwam begin jaren 90. Hij domineerde het seizoen 1990-1991 met winst van twee rankingtoernooien en het wereldkampioenschap 1991. Verder in de jaren 90 heeft hij nog een paar rankingtoernooien gewonnen, maar sindsdien draait hij niet meer mee aan de top. Toch neemt hij nog als qualifier aan de meeste toernooien deel; in 2005 ontbrak hij voor het eerst in het hoofdtoernooi van het wereldkampioenschap.
In 1996 werd Parrot benoemd tot Lid in de Orde van het Britse Rijk en mag daarom sindsdien de afkorting MBE ("Member of the Order of the British Empire") achter zijn naam voeren.
Tegenwoordig is hij studiocommentator en presentator bij de BBC, meestal samen met Steve Davis.

## Belangrijkste resultaten

### Rankingtitels
| #  | Seizoen     | Toernooi            | Verliezend finalist | Verliezend finalist | Score |
| -- | ----------- | ------------------- | ------------------- | ------------------- | ----- |
| 1. | 1988 / 1989 | European Open       | Terry Griffiths     | WAL                 | 9-8   |
| 2. | 1989 / 1990 | European Open       | Stephen Hendry      | SCO                 | 10-6  |
| 3. | 1990 / 1991 | Wereldkampioenschap | Jimmy White         | ENG                 | 18-11 |
| 4. | 1991 / 1992 | Dubai Classic       | Tony Knowles        | ENG                 | 9-3   |
| 5. | 1991 / 1992 | UK Championship     | Jimmy White         | ENG                 | 16-13 |
| 6. | 1992 / 1993 | Dubai Classic       | Stephen Hendry      | SCO                 | 9-8   |
| 7. | 1993 / 1994 | International Open  | James Wattana       | THA                 | 9-5   |
| 8. | 1995 / 1996 | Thailand Classic    | Nigel Bond          | ENG                 | 9-6   |
| 9. | 1995 / 1996 | European Open       | Peter Ebdon         | ENG                 | 9-7   |

### Niet-rankingtitels
| #  | Seizoen     | Toernooi             | Verliezend finalist | Verliezend finalist | Score |
| -- | ----------- | -------------------- | ------------------- | ------------------- | ----- |
| 1. | 1987 / 1988 | Pontins Professional | Mike Hallett        | ENG                 | 9-1   |
| 2. | 1994 / 1995 | Malta Grand Prix     | Tony Drago          | MLT                 | 7-6   |
| 3. | 1998 / 1999 | German Masters       | Mark Williams       | WAL                 | 6-4   |

### Andere titels
- Pontins Open (1982)
- Junior Pot Black (1982,1983)
- Norwich Union European Grand Prix (1990)
- Humo Masters (1990)
- Nations Cup met het Engelse team 2000

### Wereldkampioenschap
Hoofdtoernooi (laatste 32 of beter):
| #   | Seizoen     | Editie  | Prestatie      | Extra                                  |
| --- | ----------- | ------- | -------------- | -------------------------------------- |
| 1.  | 1983 / 1984 | WK 1984 | Laatste 16     | Verloor met 13-11 van Dennis Taylor    |
| 2.  | 1984 / 1985 | WK 1985 | Kwartfinale    | Verloor met 13-12 van Ray Reardon      |
| 3.  | 1985 / 1986 | WK 1986 | Laatste 16     | Verloor met 13-8 van Jimmy White       |
| 4.  | 1986 / 1987 | WK 1987 | Laatste 16     | Verloor met 13-11 van Jimmy White      |
| 5.  | 1987 / 1988 | WK 1988 | Laatste 16     | Verloor met 13-10 van Cliff Thorburn   |
| 6.  | 1988 / 1989 | WK 1989 | Finale         | Verloor met 18-3 van Steve Davis       |
| 7.  | 1989 / 1990 | WK 1990 | Halvefinale    | Verloor met 16-11 van Stephen Hendry   |
| 8.  | 1990 / 1991 | WK 1991 | Wereldkampioen | Won met 18-11 van Jimmy White          |
| 9.  | 1991 / 1992 | WK 1992 | Kwartfinale    | Verloor met 13-12 van Alan McManus     |
| 10. | 1992 / 1993 | WK 1993 | Kwartfinale    | Verloor met 13-6 van James Wattana     |
| 11. | 1993 / 1994 | WK 1994 | Kwartfinale    | Verloor met 13-11 van Darren Morgan    |
| 12. | 1994 / 1995 | WK 1995 | Kwartfinale    | Verloor met 13-11 van Jimmy White      |
| 13. | 1995 / 1996 | WK 1996 | Laatste 32     | Verloor met 10-6 van Rod Lawler        |
| 14. | 1996 / 1997 | WK 1997 | Kwartfinale    | Verloor met 13-10 van James Wattana    |
| 15. | 1997 / 1998 | WK 1998 | Kwartfinale    | Verloor met 13-11 van John Higgins     |
| 16. | 1998 / 1999 | WK 1999 | Kwartfinale    | Verloor met 13-9 van Ronnie O'Sullivan |
| 17. | 1999 / 2000 | WK 2000 | Laatste 16     | Verloor met 13-12 van Joe Swail        |
| 18. | 2000 / 2001 | WK 2001 | Laatste 32     | Verloor met 10-6 van Michael Judge     |
| 19. | 2001 / 2002 | WK 2002 | Laatste 32     | Verloor met 10-7 van Mark Williams     |
| 20. | 2002 / 2003 | WK 2003 | Laatste 32     | Verloor met 10-5 van Quinten Hann      |
| 21. | 2003 / 2004 | WK 2004 | Laatste 32     | Verloor met 10-7 van Paul Hunter       |
| 22. | 2005 / 2006 | WK 2006 | Laatste 32     | Verloor met 10-3 van Graeme Dott       |
| 23. | 2006 /2007  | WK 2007 | Laatste 16     | Verloor met 13-8 van Shaun Murphy      |

Joe Davis · Walter Donaldson · Fred Davis · Horace Lindrum · John Pulman · John Spencer · Ray Reardon · Alex Higgins · Terry Griffiths · Cliff Thorburn · Steve Davis · Dennis Taylor · Joe Johnson · Stephen Hendry · John Parrott · Ken Doherty · John Higgins · Mark Williams · Ronnie O'Sullivan · Peter Ebdon · Shaun Murphy · Graeme Dott · Neil Robertson · Mark Selby · Stuart Bingham · Judd Trump · Luca Brecel · Kyren Wilson · Zhao Xintong